# Izatha heroica
Izatha heroica là một loài bướm đêm thuộc họ Oecophoridae. Nó là loài đặc hữu của New Zealand, ở đó nó is widespread in the South Island, but mainly in the west.
Sải cánh dài 23–29 mm đối với con đực và 27–32 mm đối với con cái. Con trưởng thành bay vào tháng 1, tháng 2 and đầu tháng 3.
Larvae have been reared from erect dead Leptospermum. The host may have been Kunzea ericoides hoặc Leptospermum scoparium, since both were placed thuộc chi Leptospermum at this time.